# Enrique Líster
Pour les articles homonymes, voir Lister (homonymie).
Enrique Líster Forján (né à Ameneiro, dans la commune de Teo, province de La Corogne en Galice, Espagne, le 21 avril 1907 ; décédé à Madrid, le 8 décembre 1994) est un militant communiste espagnol, membre du Parti communiste d'Espagne (PCE) et dirigeant militaire des forces républicaines pendant la guerre civile espagnole.

## Débuts du militant communiste
Carrier de profession, Enrique Líster émigre à Cuba à l'âge de onze ans. Il revient en Espagne en 1925 et adhère au parti communiste d'Espagne. Il participe activement aux luttes des travailleurs agricoles en Galice. Il devient rapidement un activiste syndical important dans le contexte difficile d'un « banditisme » patronal contre les syndicats dans la phase finale de la dictature du général Primo de Rivera.
Au début des années trente, la république proclamée, Enrique Líster est envoyé, en tant que cadre important du PCE, en URSS où il reçoit une formation politique et militaire à l'école des cadres du Komintern à Moscou. Durant sa période d'apprentissage, il fait partie de la "Brigade des Travailleurs de choc" dans la construction du métro de la capitale soviétique ; à cette occasion, son expérience de jeunesse dans les carrières est très appréciée.

## La guerre civile espagnole
En 1936, Enrique Líster revient en Espagne et est chargé des dossiers politiques relatifs aux questions militaires que le PCE doit régler face au danger croissant d'un coup d'État. Après la victoire du Front populaire aux élections de février 1936, les plans de l'Union militaire espagnole (UME) s'accélèrent. L'UME, une organisation clandestine, est composée d’officiers de la droite ultra, d'officiers catholiques réactionnaires ou d'officiers ouvertement phalangistes. Face à cette organisation, le réseau des contacts établis par Líster dans les casernes a aidé à comprendre l'ampleur du danger et a facilité l'étouffement du coup d'État dans de nombreuses unités de l'armée.
Enrique Líster s'engage très vite dans la lutte contre le coup d'État militaire de juillet. Son aptitude à diriger et son courage en font rapidement l'un des dirigeants des premières milices : il fait partie des fondateurs du Cinquième Régiment (Quinto Regimiento), centre de recrutement et de formation militaires qui forge les premières unités de miliciens de façon organisée et efficace. Après la militarisation des unités de volontaires et la création de l'Armée populaire de la République espagnole (Ejército Popular de la República Española (EPR)), Enrique Líster est commandant de la 1re brigade mixte de l'armée républicaine, atteignant au cours de la guerre le grade de Major des Milices (Mayor de Milicias). Dans l'armée républicaine, cependant, le commandement des grandes unités n'est pas limité par le grade, de sorte qu'un major peut être chargé du commandement d'une division et, en cas de besoin d'un corps d'armée ; à la tête de la 11e division de l'armée républicaine et, plus tard, comme chef de corps d'armée, Líster manifeste une efficacité et une énergie extraordinaires notamment dans les destructions de collectivités libertaires de Catalogne et d'Aragon sur la route de Saragosse en août 1937. Lors de la bataille de Teruel, le 31 décembre 1937, Enrique Líster n’eut à souffrir aucune sanction quand, après avoir exigé d’être relevé, il quitta de lui-même le front le 31 janvier 1938. Un rapport militaire du 3 février 1938 signala que les troupes de Líster s’étaient retirées trop tôt d’une position, et que leurs remplaçants tombèrent immédiatement prisonniers en l’occupant. Cet acte d’indiscipline de Líster entraîna une série de mouvements de panique dans d’autres unités. Non seulement le comportement de Líster resta impuni, mais il fut promu lieutenant-colonel par décret. Par contre le haut-commandement contrôlé par les communistes fit fusiller le 20 janvier trois sergents et quarante-trois soldats de la 84e Brigade mixte, composée d'anarchistes. Au repos à Mora de Rubielos après avoir perdu 600 hommes, soit 25 % de son effectif, le 17 janvier 1938 la 84ª Brigade Mixte s'était révoltée contre l’ordre de retourner en première ligne. Les forces armées que commandait Lister ont aussi grandement contribué à détruire nombre de collectivités libertaires en Aragon, en usant du pillage, des réquisitions et parfois du meurtre.

## La seconde guerre mondiale et l'après-guerre
Après la guerre civile, il se réfugie en URSS. Il est membre de la direction du parti dans l'exil soviétique. En 1942, après la mort de José Díaz, il soutient Dolores Ibárruri contre Jesús Hernández pour occuper le poste de secrétaire général. Après un séjour à l'Académie militaire Frounzé, il est promu au grade de général d'armée dans les armées d'URSS, de Yougoslavie et de Pologne. À la fin de la Seconde Guerre mondiale, il est envoyé en France, avec Vicente Uribe, pour organiser la lutte armée contre le franquisme. Il reste en France jusqu'à l'interdiction du PCE en 1950.

## Líster et le PCE après 1950
Il réside généralement à Prague, siège principal de la direction du PCE après 1950. Il suit l'évolution du parti (déstalinisation, réconciliation nationale...) dans le sillage de Dolores Ibárruri, puis de Santiago Carrillo.
Mais ses relations avec celui-ci sont de plus en plus difficiles, et il quitte le PCE en 1970. Il fonde un nouveau PCOE (Parti communiste ouvrier espagnol), mais n'obtient aucun siège en 1977, lors des premières élections générales après la mort de Franco.
Enrique Líster réintègre le PCE dans les années 1980, après le départ de Santiago Carrillo.
Son fils, Enrique Líster López, est Maître de Conférences en langue, civilisation et histoire russes à l'Université de Poitiers.

### Ouvrages de Enrique Líster
- Son expérience de la guerre civile espagnole est transcrite dans les deux ouvrages, Nuestra guerra (Notre guerre) en 1966 et dans Memorias de un luchador (Mémoires d'un lutteur) en 1977.
- Son expérience politique à l'intérieur du parti communiste espagnol est racontée dans son ouvrage Así destruyó Carrillo el PCE (C'est ainsi que Carrillo a détruit le PCE) en 1983.